# Atolón Haa Dhaalu
El Atolón Haa Dhaalu Atoll o Tiladunmati Sur está ubicado en el norte de Maldivas. Hay un aeropuerto local en la isla de Hanimaadhoo a 20 km de su capital, Kulhudhuffushi.